# 盜墓迷城
《木乃伊》（英語：The Mummy）是1999年的美国奇幻冒险电影，由斯蒂芬·索莫斯编剧并执导，布兰登·弗雷泽、蕾切尔·薇兹、约翰·汉纳、凯文·J·奥康纳和阿诺德·沃斯洛主演，其中沃斯洛扮演复活的木伊。本片一定程度上是1932年同名恐怖片的重拍片。制片商起初打算拍摄一系列小成本恐怖片，但影片最终获得商业成功，成为票房大片。
电影于1998年5月4日在摩洛哥的马拉喀什开拍并持续了17个星期，剧组在撒哈拉沙漠拍摄期间必须忍受脱水、沙尘暴和蛇的威胁。影片的视觉效果由工业光魔公司制作，该公司利用电脑绘图技术创造了片中的木乃伊形象。杰里·戈德史密斯为电影谱写了管弦乐曲。
《木乃伊》于1999年5月7日上映，首周就在美国的3210家电影院中进账4300万美元，最终全球票房收入达到4.16亿美元。票房上的成功令本片于2001年推出了续集《木乃伊归来》和动画电视节目，2002年还有一部衍生电影《蝎子王》。2008年8月1日，影片的第二部续集《木乃伊3》上映。此外，环球影业还于2004年在佛罗里达环球影城推出云霄飞车景点“木乃伊复仇”，之后又在新加坡和好莱坞开放。

## 剧情
公元前1290年，居住在埃及底比斯的埃及教大祭師印和闐与法老塞提一世的夫人安蘇娜姆有了私情，法老发现他们幽会后被两人殺掉。法老王的士兵发现后，印和闐成功逃脱，而安蘇娜姆自杀了。印和闐和手下的祭司在安蘇娜姆下葬后盗出她的尸体并前往亡灵之城哈姆纳塔（Hamunaptra），开始仪式施咒語试图将她复活。但法老王的士兵意外出现，使得仪式因此失敗，安蘇娜姆的灵魂又回到了地下世界。印和闐手下的祭司被活生生地制成木乃伊，印和闐则被判要遠地承受诅咒蟲噬，於是他與不计其数的食肉圣甲虫一起被活埋。他被封印在石棺中，其被压在古埃及神祇死神阿努比斯的脚下，还有许多神秘的战士加以监控，防止他死灰复燃以给全人类带来浩劫。
3000多年后的1923年，法国外籍兵团的里克·欧康诺與他狡猾的同伴貝尼·加伯爾在哈姆納塔城近郊展開戰爭。一位很有抱负的埃及学家，开罗图书馆管理员伊芙琳（Evelyn）从哥哥乔纳森·卡纳汉（Jonathan Carnahan）手上得到了一个结构复杂的盒子和一份地图，乔纳森声称这是自己在底比斯找到的。两人发现地图指向的目标是哈姆纳塔，乔纳森承认这些东西都是他从一个名叫里克·欧康诺（Rick O'Connell）的法国外籍兵团軍人那里偷来的，欧康诺现在被关在监狱。伊芙琳和乔纳森一起到监狱探视里克，他声称自己知道哈姆纳塔的所在，几年前还在法国外籍兵团服役时他所在的连队就找到了该城的地址。里克与伊芙琳达成协议，后者救他免遭绞刑，然后一起前去哈姆纳塔。
里克带领伊芙琳和乔纳森一行前往亡灵之城，他们遇到了由英国知名埃及学家艾伦·张伯伦博士（Dr. Allen Chamberlain）带领的的一帮美国寻宝人，其中的向导是里克之前在法国外籍兵团的战友贝尼·加伯尔（Beni Gabor）。到达哈姆纳塔后，两队人马受到由阿德斯·贝（Ardeth Bay）领头的神秘兵团袭击，阿德斯警告他们，亡灵之城内埋葬着可怕的恶魔，一旦唤醒，后果不堪设想，但众人没有理睬，继续分头在地下城市中挖掘。伊芙琳想要找到纯金制成的《太陽金經》（Book of Amun-Ra），据说该书能带走生命，但却找到印和闐的遗骸。与此同时，美国寻宝队找到装有黑色的《亡靈黑經》的盒子，还有盛有安蘇娜姆保留器官的卡诺匹斯罐，张伯伦在美国人都忙着从罐子里搜刮战利品时偷走装有亡靈黑經的盒子。打开盒子前，他看到有雕刻文字上说，如果印和闐被唤醒，任何打开盒子的人都将受到诅咒。张伯伦没有理睬这些警告，但胆小的贝尼害怕起来，他拒绝再向美国人提供帮助并逃之夭夭。
夜里，伊芙琳打开《亡靈黑經》并大声念出了其中一页上的復活咒语，意外唤醒了印和闐。印和闐遇到了贝尼並打算殺害他，貝尼驚慌地拿出十字架並向天主祈禱，試圖驅趕印和闐，但印和闐對此毫不害怕，貝尼隨後又拿出有着新月形狀的飾物並向真主祈禱，但印和闐依舊沒有反應，貝尼又先後拿出與佛教及印度教等其他一些宗教有關的飾物並祈祝，但印和闐仍在繼續逼近，最後贝尼拿出有着大衛之星形狀的飾物並向上主祈禱，結果印和闐聽到貝尼所説的希伯來文後以為他是古時在埃及為奴的希伯來人的後代，於是收他为奴仆。
另一方面，主角等人连夜逃往开罗，但印和闐也在贝尼的帮助下尾随而至，他将打開盒子的美国寻宝队成员的生命一个个吸干，恢复了常人的外表和全部的力量。为了阻止印和闐，里克、伊芙琳和乔纳森在博物馆与阿德斯会面。伊芙琳提到，印和闐之前在亡灵之城曾称自己为安蘇娜姆，阿德斯和博物馆馆长泰伦斯·贝博士（Dr Terrence Bay）推测，印和闐打算再次将自己的情人复活，并且为了做到这一点，他将会牺牲伊芙琳。伊芙琳则想到，如果《亡靈黑經》能让印和闐复生，那么另一本書《太陽金經》就能令他再度长眠。然而，印和闐带领一支被他操控的百姓變成的傀儡军队杀上门来，众人走投无路之下伊芙琳表示，只要印和闐放过其他人，自己就愿意同他一起前往亡灵之城。但印和闐没有遵守自己的诺言，让自己的傀儡大军杀死全部人，不过里克在紧要关头找到通往下水道的秘道，众人于是从这里逃出，但泰伦斯为让他人有足够时间撤离一事而牺牲了自己。
印和闐、伊芙琳和贝尼回到了哈姆纳塔，里克、乔纳森和阿德斯也追了上来。众人经过與印和闐手下干尸祭司的一番大战成功救出了伊芙琳，而她也打开了《太陽金經》並誦读了其所記載的咒语夺走了印和闐所擁有的神力，将他变回凡人，里克也用剑刺中了他，印和闐就掉进死亡之河中，而印和闐在迅速腐烂的同时愤怒地诅咒自己一定要报仇，说出了他在三千多年前被封入石棺时所說的话：“死亡只是开始。”还在金字塔内抢夺宝物的贝尼意外启动了自毀机关而導致哈姆納塔崩塌，自己被困在寶庫室内，并且面前还出现了数以万计的聖甲蟲，最後難逃一劫。里克、伊芙琳和乔纳森成功逃出，但也弄丢了《亡靈黑經》及《太陽金經》，他们骑上骆驼朝夕阳前进，幸運的是他們所騎的骆驼上还驮着贝尼所留下的眾多宝藏。

## 演员
- 布兰登·弗雷泽饰里克·欧康诺

曾在法国外籍兵团服役的探险家。制片人詹姆斯·杰克斯曾就这个角色联系过汤姆·克鲁斯、布拉德·皮特、马特·达蒙和本·阿弗莱克，但这几位演员不是无意出演，就是档期无法配合。杰克斯和导演斯蒂芬·索莫斯对1997年喜剧片《森林泰山》（George of the Jungle）在票房上的成功留下了深刻印象，于是决定请布兰登·弗雷泽出演男主角。索莫斯还表示，自己觉得布兰登·弗雷泽完全符合自己所设想的这个喜欢虚张声势的埃罗尔·弗林型角色。布兰登·弗雷泽也明白，自己的角色“玩世不恭，老没正经；要不然观众也没法跟他一块入戏”。
- 蕾切尔·薇兹饰伊芙琳·卡纳汉

聪明但又有些笨手笨脚的古埃及文明学者，希望通过前往哈姆纳塔的旅程证明自己，获得同行的尊重。蕾切尔·薇兹不大喜欢恐怖片，不过她觉得本片也不是恐怖片。她在接受采访时称本片描绘的是漫画书中的世界。
- 约翰·汉纳饰乔纳森·卡纳汉

伊芙琳笨手笨脚的哥哥，他人生首要目标就是发财，之所以愿意与伊芙琳前往亡灵之城是因为后者称古代法老在那里藏有整个埃及的财富。乔纳森手脚不干净，片头就从入狱的欧康纳手中偷走用来开启死者之書的钥匙，片尾的高潮戏段又从印和阗身上盗取同一枚钥匙。
- 阿诺德·沃斯洛饰大祭司印和闐

法老塞提一世最信任的大祭司，他爱上了安蘇娜姆，两人一起背叛并谋杀了法老。他受到诅咒蟲噬，并被食肉甲虫活活吃掉，但在三千多年后成功复活。沃斯洛是南非舞台剧演员，他同意出演这个角色，但要求对其情节加以调整。他表示：“以印和闐的角度来说，这是个扭曲版本的《罗密欧与朱丽叶》。”
- 凯文·J·奥康纳饰贝尼·加伯尔

与里克类似，他也曾是法国外籍兵团雇佣兵。贝尼痴迷于要发财，但又非常胆小怕事，面对印何闐的威胁他背叛了自己的雇主。印何闐逼近时，加伯尔用各种语言祈祷，一直说到希伯来语时，印何闐辨认出来这是“奴隶的语言”，于是把加伯尔当成自己的仆人。
- 歐迪·費爾饰阿德斯·贝

从数千年前世代相传下来保护亡灵之城免被发现，防止印何闐复活的神秘兵团领袖。是法老侍衛的後代
- 帕翠西娅·维拉奎兹饰安蘇娜姆

印和闐的情人。
- 博纳德·福克斯（Bernard Fox）饰温斯顿·哈弗洛克上尉（Captain Winston Havlock）

里克的朋友。已退休的空軍上尉。劇情後期駕機幫助里克、乔纳森、阿德斯·贝前往死者之城營救伊芙琳，被印何闐的沙塵暴襲擊墜機後犧牲。
- 艾瑞克·阿瓦利（Erick Avari）饰泰伦斯·贝博士

博物馆馆长，伊芙琳·卡纳汉的雇主，同时也是阿德斯·贝兵团成员。後期為爭取時間，掩護里克等人逃離印何闐的傀儡軍團而犧牲。
- 欧米德·吉亚李利（Omid Djalili）饰监狱长

囚禁里克的監獄長，加入里克、伊芙琳和乔纳森一起前往哈姆纳塔。後因為貪婪挖下古墓牆上裝飾的食肉聖甲蟲，被聖甲蟲吃掉腦部而死。
- 斯蒂芬·邓纳姆（Stephen Dunham）、克里·约翰逊（Corey Johnson）、塔克·霍金斯和乔纳森·海德

美国探险队成员，雇用贝尼做為死者之城的嚮導。因為打開裝著死者之書和安蘇娜姆臟器的瓶罐的箱子，被印何闐追殺而死。

## 制作

### 起源
1992年，制片人詹姆斯·杰克斯决定為1990年代的原版《木乃伊》电影拍攝升级版。环球影业同意了这个建议，但要求他必须把成本控制在1000万美元以内，根据杰克斯的回忆，公司当时“本质打算是想制作低成本恐怖片系列”，为此他请来恐怖片导演兼编剧克里夫·巴克。巴克对电影的设想较为暴力，故事围绕现代博物馆展开，馆长实际上是邪教分子，试图将木乃伊复活。根据杰克斯的回忆，巴克的版本“充满了黑暗、性和神秘主义”，他认为这“可能会是一部非常出色的低成本电影”。但在经过几次会面后，巴克与环球影业无法达成一致而分道扬镳。制片商找来的下一位导演是乔治·A·罗梅罗（George A. Romero），他的设想是拍摄《活死人之夜》类型的僵尸类型恐怖片，但杰克斯和环球都觉得这样的电影太过吓人，他们希望制作一部观众面更广的作品。
乔·丹特（Joe Dante）是下一位编导人选，他打算请丹尼尔·戴-刘易斯来扮演一个忧郁的木乃伊，这让影片的成本有所上升。这个版本由丹特和约翰·塞尔斯（John Sayles）共同编剧，以现代为背景，专注于转世轮回并带有爱情故事的元素。其中还含有一些在最终拍摄版本里出现的元素，如食肉圣甲虫等。但是，环球影业当时只打算把拍摄预算控制在1500萬美元左右，因此否决了丹特的提议。之后不久公司又联系了米克·加里斯（Mick Garris），不过他最终也离开项目，环球还联系了韦斯·克拉文，但遭到了拒绝。1997年，斯蒂芬·索莫斯联系了杰克斯，他对《木乃伊》的设想与印第安纳·琼斯和《杰逊王子战群妖》有一定的相似之处，其中把木乃伊设计成主人公的大敌。索莫斯观看原版的《木乃伊》时还只有8岁，他打算把自己所喜欢的内容改造得更具规模。他早在1993年就想拍《木乃伊》，但一直有别的编剧或导演已经着手。最终他获得了向环球影业展示自己构思的机会，并准备了18页的初步构想文稿。这个时候，环球的管理层因《小猪宝贝2：小猪进城》在票房上惨败而有所变动，公司希望能够重现1930年代原作的商业成功。环球对索莫斯的构想非常满意，以致于将预算从原本的1500万美元大幅提升到了8000万美元。

### 主体拍摄
影片于1998年5月4日在摩洛哥马拉喀什开拍并持续了17个星期。然后剧组转战撒哈拉沙漠边缘小镇伊尔富德（Erfoud），再又前往英国，于1998年8月29日完成拍摄。这一期间埃及政治局势动荡，所以剧组无法前往。为了防止在撒哈拉的烈日下脱水，剧组的医疗队制作了一种饮料，所有工作人员每两个小时就要喝一次。每天都会遇到的沙尘暴给拍摄工作带来了不便，蛇、蜘蛛和蝎子也都是众人面临的一大问题，许多人被咬伤后都必须空运到医院接受治疗。
布兰登·弗雷泽在拍摄角色被处绞刑的镜头时差点丧命，根据薇兹的回忆，“他已经停止了呼吸，必须要心肺复苏”。电影摄制获得摩洛哥军方正式支持，不过保险公司当时拒绝给众演员提供绑架意外保险，索莫斯直到拍摄完成以后才将此事告诉众人。
艺术指导总监艾伦·卡梅伦（Allan Cameron）在伊尔富德找到了一座休眠火山，整个哈姆纳塔的外景都是在这里搭建的。索莫斯对这个地点非常满意，他觉得把“城市隐藏在死火山口非常合理，除非进入沙漠深处，否则你绝对看不到。而且如果事先不知情，你也肯定想不到要去火山里面找。工作人员对火山进行了一次测量，以便可以在英格兰萨里郡的谢珀顿工作室对石柱和雕像的精确和比例模型进行复制，影片所有涉及亡灵之城地下通道的镜头都是在这里进行拍摄。这些外景的搭建耗费了16星期的时间，其中还包括片尾需要动用特技效果制作的玻璃纤维柱体镜头。另一个大型外景是在英国的查塔姆造船厂搭建的，将尼罗河上的吉萨港增大一倍，有183米长，其中有“蒸汽火机和牵引发动机，三台起重机，一辆开放式双马马车，四马大车，五匹经过打扮的马和相应的马夫，九组驴和骡子，还有为300位经过装扮临时演员准备的市场摊位和阿拉伯风格的房间”。

### 特技效果
根据报道，本片共计8000万美元的预算中有1500万花在工业光魔公司制作的特技效果上，制片人希望能让木乃伊有崭新面貌，从而避免与过去的电影产生对比。工业光魔公司负责《木乃伊》视觉效果制作的小约翰·安德鲁·伯顿（John Andrew Berton, Jr.）表示，他们在电影开拍前就花了三个月时间来设计这个新形象。他想让木乃伊表现出“观众前所未见的卑鄙、强悍和肮脏”。伯顿使用了动作捕捉技术，以求达到“气势汹汹而且非常真实的木乃伊”效果。工作人员对男演员阿诺德·沃斯洛进行了特殊拍摄，以便特技团队可以清楚地看到他是如何移动，并将这些镜头进行复制。
伯顿将真人演员和电脑绘图相结合来创造木乃伊的形象。然后他再在拍摄时用数字技术替换掉沃斯洛的脸。伯顿表示：“当你在电影中看到他时，那就是他本来的模样。当他转动头部，半边脸不知所踪，你可以直接看到他的牙齿时，（镜头上）其实也就是他的脸。这也是（这些镜头）为什么这么难制作的原因。”沃斯洛形容，参加本片拍摄对他来说是“全新的体验”，“他们必须在我脸上到处贴上这些很小的红色追踪灯，以便他们制作特效。很多时候我走来走去，看起来就像棵圣诞树。”化妆效果总监尼克·杜德曼（Nick Dudman）制作了片中的实体生物效果，其中包括三维化妆和假肢等。虽然片中大量应用了电脑绘图技术，但许多镜头都是使用真正活着的动物，如蕾切尔·薇兹的角色身上到处都是老鼠和蝗虫的一幕。

## 原声音乐
| 評論得分    | 評論得分 |
| 來源        | 評分     |
| ----------- | -------- |
| AllMusic    | 3/5颗星  |
| Filmtracks  | 3/5颗星  |
| Tracksounds | 6/10颗星 |

《木乃伊：电影原声带》由杰里·戈德史密斯作曲并指挥，亚历山大·科里奇（Alexander Courage）担任管弦乐团编排。这张唱片由迪卡唱片公司于1999年5月4日发行。配乐的主旋律大量采用了铜管和打击乐器，这点与戈德史密斯的许多电影配乐作品保持一致。不过作曲家还在其中使用了少量的人声，这与他的大部分作品相比都很不寻常。
《木乃伊》的配乐总体上获得了良好的评价。称赞这段音乐“宏伟而戏剧化”，达到了作为影片亮点的预期。其他的正面评价中则认为，这些黑暗风格的打击乐与剧情完美结合，充满了原始意味十足的张力。评论中还称赞了乐曲中人声合唱的使用，虽然曲段不多，但恰到好处，大部分评论家都觉得原声上的最后一首曲目表现最为出彩。不过一些评论中也认为电影音乐缺乏凝聚力，并且片中接连不断的动作场面导致旋律重复次数过多，让人感到厌烦。网站的罗德里克·斯科特（Roderick Scott）在进行总结时称，本片配乐“代表了戈德史密斯最优秀一面的同时，也呈现了他最平庸的一面”。
曲目列表：
| 曲序 | 曲目 | 时长 |
| ---- | ---- | ---- |
| 1.   |      | 4:20 |
| 2.   |      | 2:17 |
| 3.   |      | 2:23 |
| 4.   |      | 2:01 |
| 5.   |      | 4:08 |
| 6.   |      | 2:52 |
| 7.   |      | 3:26 |
| 8.   |      | 2:26 |
| 9.   |      | 2:19 |
| 10.  |      | 3:41 |
| 11.  |      | 3:59 |
| 12.  |      | 3:12 |
| 13.  |      | 8:33 |
| 14.  |      | 6:19 |
| 15.  |      | 5:41 |

## 反响

### 票房
《木乃伊》于1999年5月7日上映，首周在美国3210家电影院收入4300万美元，最终本土票房达到1亿5538万5488美元，其他国家2亿6054万7918美元，全球总计4亿1593万3406美元。

### 专业评价
《木乃伊》所获评价褒贬不一。根据烂蕃茄上收集的82篇评论文章来看，其中45篇给出了“新鲜”的正面评价，“新鲜度”为60%，平均得分5.7（最高十分）。而在Metacritic上收集的34篇评论中则有11篇给出好评，7篇差评，16篇褒贬不一，综合评分48（最高100）。《芝加哥论坛报》影评人罗杰·艾伯特给予本片三星（最高四星）的评价，他在评论中表示：“很难说我到底喜欢这部电影的哪个方面，但我几乎对其中的每时每刻都感到享受。无论是剧本、导演、表演甚至里面那个木乃伊都说不上有什么出彩之处，但我看得一点也不闷，有时还很没道理地感到愉快”。《娱乐周刊》的欧文·格雷伯曼（Owen Gleiberman）给予影片的评价为（最高），称“《木乃伊》想要让你感到不寒而悚，但在试图做到这一点的同时又放不开那些与这一目标不搭界的玩笑”。《旧金山纪事报》的鲍勃·格雷厄姆（Bob Graham）对本片的演员表演和特技效果给予了高度评价。
《纽约时报》的斯蒂芬·霍尔登（Stephen Holden）写道：“这个版本的《木乃伊》没有自命不凡地去假装与一部搬上银幕的花里胡哨漫画视频游戏有任何不同之处。可以想象成配上动画人物的《夺宝奇兵》，但没有其中连贯的故事情节，特技效果也很俗气。（或是）想象成将其中真正的恐怖剥离，再重新包装成埃及主题万圣节舞会的《活死人之夜》，（还可以）想象为《两傻大战隐形人》（Abbott and Costello Meet the Mummy）移植为一部平·克劳斯贝和鲍勃·霍普的公路片，并且配上史诗规模的风格恶搞。”《奥斯汀纪事报》（The Austin Chronicle）和《达拉斯观察报》（Dallas Observer）得出的结论认为，虽然表演和特技效果表现都不错，但这部电影缺乏凝聚力，《达拉斯观察报》感叹，影片虽然特技效果出色，但电影本身却没有灵魂，而这本该是一件很容易的事情。其它一些媒体出版物认为工业光魔公司制作的特技效果对本片产生了不利影响，如《跳接》（Jump Cut）的欧内斯特·拉尔森（Ernest Larson）就觉得《木乃伊》“是标准的工业光魔公司作品”。英国电影协会的金·纽曼（Kim Newman）认为本片与数十年前的原作相比有所不及，因为所有的时间都花在了特技效果上，没有营造出像原作那样经典的气氛。《今日美国》给电影的评价为两星（最高四星），认为影片“未能免俗”，英国电影协会也有同样的看法。《今日美国》的评价中这样写道：“要是（片中）有人抱怨说有什么气味难闻，你就可以肯定镜头中将会出现一个阿拉伯人走卒。武器、拳头和俏皮话都一样快的费舍或许能让这一天不至太过难熬，但即便是他也无法让这成为一部好电影。”

### 奖项和提名
| 组织           | 奖项                         | 提名人                                                                    | 结果 |
| -------------- | ---------------------------- | ------------------------------------------------------------------------- | ---- |
| 奥斯卡金像奖   | 最佳音效                     | 莱斯利·沙茨（Leslie Shatz） 克里斯·卡朋特（Chris Carpenter） 里克·克莱恩（Rick Kline） 克里斯·蒙罗（Chris Munro）         | 提名 |
| MTV电影大奖    | 最佳动作桥段                 |                                                                           | 提名 |
| 电影奖         | 最佳音乐                     | 杰里·戈德史密斯                                                           | 獲獎 |
| 土星奖         | 最佳音乐                     | 杰里·戈德史密斯                                                           | 提名 |
| 土星奖         | 最佳奇幻电影                 |                                                                           | 提名 |
| 土星奖         | 最佳导演                     | 斯蒂芬·索莫斯                                                             | 提名 |
| 土星奖         | 最佳编剧                     | 斯蒂芬·索莫斯                                                             | 提名 |
| 土星奖         | 最佳男演员                   | 布兰登·弗雷泽                                                             | 提名 |
| 土星奖         | 最佳女演员                   | 蕾切尔·薇兹                                                               | 提名 |
| 土星奖         | 最佳服装                     | 约翰·布龙菲尔德（John Bloomfield）                                                       | 提名 |
| 土星奖         | 最佳化妆                     | 尼克·杜德曼和艾琳·西顿（Aileen Seaton）                                                | 獲獎 |
| 土星奖         | 最佳特技效果                 | 小约翰·安德鲁·伯顿 丹尼尔·珍妮特（） 本·斯诺（） 克里斯·科伯德（          | 提名 |
| 英国电影学院奖 | 最佳视觉效果                 | 小约翰·安德鲁·伯顿 丹尼尔·珍妮特（） 本·斯诺（） 克里斯·科伯德（          | 提名 |
| 卫星奖         | 最佳视觉效果                 | 小约翰·安德鲁·伯顿 丹尼尔·珍妮特（） 本·斯诺（） 克里斯·科伯德（          | 提名 |
| 塞拉利昂奖     | 最佳视觉效果                 | 小约翰·安德鲁·伯顿 丹尼尔·珍妮特（） 本·斯诺（） 克里斯·科伯德（          | 提名 |
| 大片娱乐奖     | 动作片类最受欢迎男主角       | 布兰登·弗雷泽                                                             | 提名 |
| 大片娱乐奖     | 动作片类最受欢迎女主角       | 蕾切尔·薇兹                                                               | 提名 |
| 大片娱乐奖     | 动作片类最受欢迎男配角       | 约翰·汉纳                                                                 | 提名 |
| 大片娱乐奖     | 最受欢迎恶魔                 | 阿诺德·沃斯洛                                                             | 提名 |
| 金卷轴奖       | 最佳音效剪辑——音效和福莱音效 | 莱斯利·沙茨 乔纳森·克莱恩（Jonathan Klein） 理查德·伯顿 汤姆·布伦南（Thom Brennan） 马克·帕帕斯（Mark Pappas） | 提名 |

## 改编作品
票房上的成功使《木乃伊》之后还拍摄了多部续集和衍生作品。2001年，续集《木乃伊归来》上映，片中包含前作中大部分存活的主要角色，结婚后的里克和伊芙琳对抗印何闐和蝎子王，一同出场的还有里克和伊芙琳的儿子亚历克斯（Alex）。这部电影也获得了商业上的成功，美国本土票房超过2亿美元，全球票房达到4亿3301万3274美元。连续两部电影的成功引领了电视上动画系列剧的诞生并一直播出了两季，还有一部2002年的衍生外传作品《魔蝎大帝》面世，该片的票房收入也超过1.65亿美元。
2008年8月1日，本片的第二部续集《木乃伊3》上映。故事的背景改为中国，蕾切尔·薇兹的角色改为由玛丽亚·贝罗（Maria Bello）诠释。此外，《蝎子王》还通过录影带发行推出前传《蝎子王2：勇士的崛起》，不过这两部电影所获评价都很差。
2000年，科乐美和环球互动推出了两款《木乃伊》改编的电子游戏：由英国游戏公司开发，分别面向PlayStation和个人计算机平台的动作冒险游戏和科乐美开发的Game Boy Color益智游戏。影片还在三个环球主题乐园及度假村有了“木乃伊复仇”云霄飞车景点，分别是好莱坞环球影城、佛罗里达环球影城和新加坡环球影城。

### 重啟
2012年4月4日，环球影业宣布重启《木乃伊》系列电影。這部電影同時也是環球怪物電影宇宙的第一部電影，於2017年上映。